# Herbert Lange
Pour les articles homonymes, voir Lange.
Herbert Lange est un citoyen allemand, officier SS et membre du parti nazi, né le 29 septembre 1909 à Menzlin (province de Poméranie) et tué le 20 avril 1945 à Bernau bei Berlin. Il a notamment fait partie des Einsatzgruppen et du personnel des camps d'extermination nazis.

## Biographie
Lange étudie le droit à l'université prussienne de Greifswald. Au semestre d'été 1930, il devient membre de la Greifswalder Burschenschaft Rugia (de). Il entre au parti nazi en 1932 ; il intègre la SA, puis la SS quelques mois plus tard. En 1935, il accède au grade de sous-commissaire de police ; en 1938, il est promu au grade de SS-Untersturmführer. En août 1939, à la veille de l'invasion de la Pologne, il intègre le Einsatzgruppe VI sous les ordres de Erich Naumann ; dans ce cadre est constitué un Sonderkommando chargé par le gauleiter Arthur Greiser de créer un camp de concentration à Poznań (anciennement Posen). Il dirige ce camp pendant une courte période.
Deux mois plus tard, en octobre 1939, le RSHA affecte Lange à des missions d’euthanasie : en effet, peu après la fin de l’invasion de la Pologne, l'administration nazie a décidé de faire le recensement de tous les asiles d'aliénés. On établit des listes de malades à éliminer et sur cette base le Sonderkommando « SS Herbert Lange », unité motorisée de quatre-vingt hommes, inspecte de nombreux établissements médicaux polonais pour y rafler malades mentaux et handicapés et ensuite les assassiner dans des camions à gaz. Son commando SS fait beaucoup d'autres victimes parmi l'élite polonaise et les Juifs,.
En octobre 1941, il part pour le village de Chelmno dans le Warthegau pour aménager, dans un château abandonné et des bâtiments confisqués, le premier centre d'extermination. Il en prend le commandement.
En 1942, il retourne à Berlin au RSHA en tant que membre du Kriminalrat (en français : « conseil criminel ») sous les ordres de Arthur Nebe.
En 1944, il contribue à la capture des responsables de l'attentat du 20 juillet contre Hitler.
Il meurt le 20 avril 1945 au combat pendant la bataille de Berlin.